# 会泽前胡
会泽前胡（学名：Peucedanum acaule）是伞形科前胡属的植物，是中国的特有植物。分布在中国大陆的云南等地，生长于海拔3,500米的地区，一般生于高山草地，目前尚未由人工引种栽培。